# Среднє Село (Цетинград)
45°06′ пн. ш. 15°43′ сх. д. / 45.10° пн. ш. 15.72° сх. д.
Среднє Село (хорв. Srednje Selo) — населений пункт у Хорватії, в Карловацькій жупанії у складі громади Цетинград.

## Населення
Населення за даними перепису 2011 року становило 15 осіб.
Динаміка чисельності населення поселення: